# Sidi Mzal
Sidi Mzal (franska: Sidi Mzal (CR), Sidi Mzal (Commune Rurale), arabiska: سيدي بوعل) är en kommun i Marocko.   Den ligger i provinsen Taroudannt och regionen Souss-Massa, i den centrala delen av landet, 500 km söder om huvudstaden Rabat. Antalet invånare är 2 491.